# Platja de Calafató
La platja de Calafató, o cala Calafató, és una platja natural del municipi de l'Ametlla de Mar (Baix Ebre) situada al final del barranc de Calafat, a la urbanització Calafat. Està delimitada de manera natural a banda i banda per roques. Per llevant està pròxima a la cala Llobeta i al Port de Calafat, i per ponent a la cala Lo Ribellet i el Port de Sant Jordi d'Alfama. Té una longitud de 50 m i una amplada mitjana de 28 m, de sorra fina i un pendent d'entrada a l'aigua molt fort. L'Agència Catalana de l'Aigua efectua un control setmanal de la qualitat de l'aigua, durant la temporada de bany, amb el resultat d'excel·lent. Està guardonada amb la Bandera Blava, que reconeix internacionalment la qualitat i serveis.